# Svetlana Babànina
Svetlana Babànina (rus: Светла́на Ви́кторовна Баба́нина)  (Tambov, 4 de febrer de 1943) és una nedadora uzbeka, ja retirada, especialista en braça, que va competir sota bandera soviètica durant la dècada de 1960.
El 1964 va prendre part en els Jocs Olímpics d'Estiu de Tòquio, on va disputar dues proves del programa de natació. En ambdues, els 200 metres braça i els 4x100 metres estils, formant equip amb Tatyana Savelyeva, Tatyana Devyatova i Natalya Ustinova, guanyà la medalla de bronze. Quatre anys més tard, als Jocs de Ciutat de Mèxic, tornà a disputar dues proves del programa de natació. En aquesta ocasió fou sisena en els 200 metres braça i setena en els 100 metres braça.
En el seu palmarès també destaca una medalla d'or i una de bronze a la Universiades de 1965. A nivell nacional va guanyar cinc campionats: dos en els 400 metres estils (1962 i 1963), un en els 4x100 metres lliures (1963), 100 metres i 200 metres braça (1964). El 1964 i 1965 va establir dos rècords mundials dels 100 metres braça.